# Takashi Ishii (athlétisme)
Pour les articles homonymes, voir Takashi Ishii.
Takashi Ishii (石井 隆士, Ishii Takashi, né le 27 août 1954) est un athlète japonais, spécialiste des courses de demi-fond.

## Biographie
Il remporte la médaille d'or du 1 500 mètres lors des championnats d'Asie 1975 et 1981. 

### Palmarès
| Date | Compétition         | Lieu  | Résultat | Épreuve | Performance   |
| ---- | ------------------- | ----- | -------- | ------- | ------------- |
| 1975 | Championnats d'Asie | Séoul | 2e       | 800 m   | 1 min 48 s 4  |
| 1975 | Championnats d'Asie | Séoul | 1er      | 1 500 m | 3 min 48 s 6  |
| 1979 | Championnats d'Asie | Tokyo | 2e       | 1 500 m | 3 min 50 s 1  |
| 1981 | Championnats d'Asie | Tokyo | 1er      | 1 500 m | 3 min 50 s 63 |

### Records
| Épreuve | Performance  | Lieu       | Date             |
| ------- | ------------ | ---------- | ---------------- |
| 1 500 m | 3 min 38 s 2 | Düsseldorf | 3 septembre 1977 |